# 152-га ракетна бригада (РФ)
152-га гвардійська ракетна Брестсько-Варшавська, ордена Леніна, Червонопрапорна, ордена Кутузова бригада (152 РБр, в/ч 54229) — ракетне з'єднання Берегових військ Військово-морського флоту Збройних сил Російської Федерації. Бригада дислокується у місті Черняховськ Калінінградської області.
З'єднання знаходиться в складі 11-го армійського корпусу Берегових військ Балтійського флоту.

## Історія
152-а гвардійська ракетна бригада веде свою історію від 3-ї винищувальної бригади (3 вбр) 2-ї винищувальної дивізії РКЧА. «Бойовим хрещенням» для бригади стала Курська битва, де формування прийняло свій перший бій.
У 1943 році бригаду переформованона 3-у гвардійську винищувально-протитанкову артилерійську бригаду (3 гв. вптабр).
Після війни бригада перебувала в ГРВН у Східній Німеччині й підпорядковувалася безпосередньо командуванню Групи військ. Дислокувалосі формування у районі Штреліц-Альт (або Альт-Штреліц) (Strelitz-Alt / Altstrelitz) міста Нойштреліц. У 1960-і роки відбулося переформування з'єднання на ракетне. В кінці 1980-х, в процесі розформування ГРВН, 152-га бригада (в/ч 96759) виведена до міста Черняховськ Калінінградської області.
У 2022 році бригада брала участь у російському вторгнення в Україну. Військовослужбовці цієї бригади були затримані у полон у Харківській області.

## Озброєння
У 1991 році на озброєнні стояв ОТРК 9К72 «Ельбрус».
На озброєнні бригади перебувають оперативно-тактичний ракетний комплекс «Іскандер» з 5 лютого 2018 року. 9 травня 2018 року комплекс був продемонстрований на параді Перемоги в Калінінграді.

## Втрати
Із відкритих джерел відомо про деякі втрати бригади у російсько-українській війні:
| п/п | Прізвище, ім'я, по-батькові                                       | Звання | Дата народження | Дата смерті |
| --- | ----------------------------------------------------------------- | ------ | --------------- | ----------- |
| 1.  | Ковриков Олександр Сергійович (рос. Ковриков Александр Сергеевич) | майор  | 05.07.1985      | 25.06.2022  |